# Henførelsessystem
I fysiken er et henførelsessystem et system af fysiske legemer med ure, som giver mulighed for at bestemme tid og sted af en begivenhed i forhold til disse legemer. Bestemmelse af sted er formaliseret ved at markere legemer med adskillige tal og på den måde lave et koordinatsystem.
GPS satellitter med sine atomure er et eksempel af et henførelsessystem.